# Сорбіт
Сорбі́т (від лат. sorbus — «горобина»), також глюцитол, сорбітол — оптично активний шестиатомний спирт. Солодкий на смак. Міститься в багатьох фруктах (яблуках, грушах, персиках, сливах). Солодкість сорбіту — 0,48 від солодкості сахарози, енергетична цінність — 390 ккал. Температура плавлення — 95 °C. Сорбіт є ізомером манітолу: вони розрізняються лише розташуванням гідроксильних груп відносно атомів вуглецю.
У промисловості отримують каталітичним гідруванням глюкози або електрохімічним відновленням D-глюкози. Застосовують як замінник цукру для хворих на цукровий діабет. Використовується у виробництві аскорбінової кислоти. Зареєстровано як харчовий додаток за кодом E420.